# Jacob Tsimerman
Jacob Tsimerman (né en 1988) est un mathématicien canadien qui travaille à l'Université de Toronto  et il est spécialisé en théorie des nombres et les domaines connexes.

## Carrière
Jacob Tsimerman est né à Kazan, en Russie, le 26 avril 1988. En 1990, sa famille a déménagé en Israël, puis en 1996 au Canada. En 2003 et 2004, il a représenté le Canada aux Olympiades internationales de mathématiques (IMO) et a remporté des médailles d'or les deux années, avec un score parfait en 2004.
Il a obtenu son doctorat à l'Université de Princeton en 2011 sous la direction de Peter Sarnak, avec une thèse intitulée « Towards an unconditional proof of the Andre-Oort conjecture and surrounding problems ». À la suite de son doctorat, il effectue son stage postdoctoral à l'Université Harvard en tant que Junior Fellow de la Harvard Society of Fellows. En juillet 2014, il a reçu une Bourse Sloan et il a commencé son mandat en tant que professeur adjoint à l'Université de Toronto.
Tsimerman est reconnu pour son travail sur la conjecture d'André–Oort (en) et pour sa maîtrise à la fois de la théorie analytique des nombres et la géométrie algébrique.

## Prix et distinctions
Il a reçu le Prix SASTRA Ramanujan en 2015. C'est le premier grand prix international qui lui est décerné. En 2016 il reçoit le Prix Ribenboim puis, en 2017, il est lauréat du Prix André-Aisenstadt.
Il est conférencier invité au congrès international des mathématiciens en 2018 à Rio de Janeiro et conférencier plénier au congrès de 2026 à Philadelphie.

## Publications
- Towards an unconditional proof of the Andre-Oort conjecture and surrounding problems, 2011. (thèse)
- « The André-Oort conjecture for {\displaystyle A_{g}} », Annals of Mathematics, vol. 187, no 2,‎ 2018, p. 379-390 (DOI 10.4007/annals.2018.187.2.2, MR 3744855, zbMATH 06841543, arXiv 1506.01466, lire en ligne, consulté le 7 novembre 2018).
- « Brauer-Siegel for arithmetic tori and lower bounds for Galois orbits of special points », Journal of the American Mathematical Society, vol. 25,‎ 2012, p. 1091-1117 (arXiv 1103.5619).
- « The existence of an abelian variety over {\displaystyle {\overline {\mathbb {Q} }}} isogeneous to no Jacobean », Annals of Mathematics, vol. 176,‎ 2012, p. 637-650 (arXiv 1010.2181).
- avec Jonathan Pila, « Ax-Lindemann for {\displaystyle A_{g}} », Annals of Mathematics, vol. 179,‎ 2014, p. 659-681 (arXiv 1206.2663).
- avec Manjul Bhargava et Arul Shankar, « On the Davenport-Heilbronn theorems and second order terms », Inventiones Mathematicae, vol. 193,‎ 2013, p. 439-499 (arXiv 1005.0672).
- avec Jonathan Pila, « André-Oort conjecture for the moduli space of abelian surfaces », Compositio Mathematica, vol. 149,‎ 2013, p. 204-216 (arXiv 1106.4023).